# Auer
Auer (italià Ora) és un municipi italià, dins de la província autònoma de Tirol del Sud. És un dels municipis del districte d'Überetsch-Unterland. L'any 2007 tenia 3.427 habitants. Limita amb els municipis d'Aldein, Branzoll, Montan, Tramin an der Weinstraße i Pfatten.

## Situació lingüística
| Pertinença lingüística (cens 2001) | 69,91% alemany |
| Pertinença lingüística (cens 2001) | 29,84% italià  |
| Pertinença lingüística (cens 2001) | 0,25% ladí     |

## Administració

Territori comunal

| Període | Identitat      | Partit        |
| ------- | -------------- | ------------- |
| 2004-   | Roland Pichler | Llista cívica |